# Synthemiopsis gomphomacromioides
Synthemiopsis gomphomacromioides är en trollsländeart som beskrevs av Tillyard 1917. Synthemiopsis gomphomacromioides ingår i släktet Synthemiopsis och familjen skimmertrollsländor. IUCN kategoriserar arten globalt som nära hotad. Inga underarter finns listade i Catalogue of Life.